# Conyza eucoma
Conyza eucoma là một loài thực vật có hoa trong họ Cúc. Loài này được Miq. mô tả khoa học đầu tiên.